# Generals Kijów
Generals Kijów (ukr. Дженералз Київ – transkr. pol. Dżenerałz Kijów) – ukraiński klub hokejowy z siedzibą w Kijowie.
Do 2015 trenerem był Anatolij Dawydow. W lipcu 2015 trenerem pierwszego zespołu został Wadym Szachrajczuk, jego asystentem Kostiantyn Simczuk, a szkoleniowcem drugiego zespołu Ołeksandr Chmil. W sierpniu 2015 zespołem farmerskim klubu został Rapid Kijów. We wrześniu 2015 przedstawiono skład Generals. 28 października 2016 odeszli trenerzy Szachrajczuk i Simczuk, a nowy szkoleniowcem został Aleksandr Sieukand. W sezonie UHL 2016/2017 Generals zajął czwarte miejsce, zaś do kolejnej edycji ligi UHL 2017/2018, mimo początkowych deklaracji uczestnictwa, zespół nie przystąpił.

## Sukcesy
- Brązowy medal mistrzostw Ukrainy: 2015[8]
- Srebrny medal mistrzostw Ukrainy: 2016[9]